# Annín (Tovačov)
Annín (německy Annadorf) je vesnice, část města Tovačov v okrese Přerov. Nachází se asi 1 km na jih od Tovačova. Prochází zde silnice II/435. V roce 2009 zde bylo evidováno 74 adres. V roce 2001 zde trvale žilo 136 obyvatel.
Annín leží v katastrálním území Tovačov o výměře 22,76 km2.